# إلى الوحوش المقدسة المهجورة
إلى الوحوش المقدسة المهجورة (باليابانية: かつて神だった獣たちへ، بالروماجي: Katsute Kami Datta Kemono-tachi e) (بالإنجليزية: To the Abandoned Sacred Beasts) هي سلسلة مانغا يابانية من تأليف ورسم مايبي، نشرت من قبل كودانشا في مجلة بيساتسو شونن، منذ 9 يونيو 2014. أنتجت إلى مسلسل أنمي تلفزيوني من قبل استوديو مابا، عرض الأنمي في 1 يوليو عام 2019 واستمر عرضه حتى 16 سبتمبر عام 2019، وتكون من 12 حلقة.

## القصة
تدور أحداث القصة عن قارة باتريا التي انقسمت وبدأت تخوض حرب أهلية، بسبب
اكتشاف مصدر للطاقة يسمى خام سومنيوم، من قبل مستوطنين جدد قاموا بتأسيس دولة ديمقراطية، ومن أجل انهاء الحرب كان لدى الشمال سلاح سري هو الجنود المتجسدون، الذين يمكن أن يتحولوا إلى وحوش أسطورية عملاقة، الذين يستطيعون بمفردهم تدمير مواضع العدو. عندما انتهت الحرب وتم التفاوض على معاهدة سلام، كان من المفترض تدمير المتجسدون. وبدلاً من ذلك خان ضابط يُدعى قابيل رؤسائه وهرب مع المتجسدين الباقين على قيد الحياة عبر القارة.

## الشخصيات

### الشخصيات الرئيسية
هانك هنريت (باليابانية: ハンク・ヘンリエット، بالروماجي: Hanku Henrietto)
أداء صوتي: كاتسويوكي كونيشي
نانسي شال بانكروفت (باليابانية: ナンシー・シャール・バンクロフト، بالروماجي: Nanshī Shāru Bankurofuto)
أداء صوتي: أي كاكوما
كين مادهاوس (باليابانية: ケイン・マッドハウス، بالروماجي: Kein Maddohausu)
أداء صوتي: يويتشي ناكامورا
إلين بلوليك (باليابانية: エレイン・ブルーレーク، بالروماجي: Erein Burūrēku)
أداء صوتي: ماميكو نوتو
كلود ويذيز (باليابانية: クロード・ウィザース، بالروماجي: Kurōdo Wizāsu)
أداء صوتي: كايتو إيشيكاوا
ليزا رونكاستل (باليابانية: ライザ・ルネキャッスル، بالروماجي: Raiza Runekyassuru)
أداء صوتي: يوكو هيكاسا
ميغليليا (باليابانية: ミリエリア، بالروماجي: Mirieria)
أداء صوتي: كانا إيتشينوسي

### شخصيات أخرى
جون وليام بانكروفت/نيدهوغ (باليابانية: ウィリアム، بالروماجي: UIriamu)
أداء صوتي: دايسكي هيراكاوا
إيدغار / باسيليسك (باليابانية: エドガー، بالروماجي: Edogā)
أداء صوتي: هيروكي ياسوموتو
دانيال بريس / سبريغن (باليابانية: ダニエ
ル، بالروماجي: Danieru)
أداء صوتي: شينوسكي تاتشيبانا
ثيودور شيرمان / مينوتور (باليابانية: セオドア، بالروماجي:  Seodoa)
أداء صوتي: كوكي أوتشياما
آرثر ألستون / بيهيموث (باليابانية: アーサー، بالروماجي: Āsā)
أداء صوتي: كينجيرو تسودا
كريستوفر كينز / غارغويل (باليابانية: クリストファー・ケインズ، بالروماجي:  Kurisutofā Keinzu)
أداء صوتي: جون فوكوياما
اليزابيث ويزير / أراكني (باليابانية: エリザベス، بالروماجي:  Erizabesu)
أداء صوتي: مايا ساكاموتو
بياتريس سيرال / سيرين (باليابانية: ベアトリス・セロー، بالروماجي:  Beatorisu serō)
أداء صوتي: ساوري هايامي
ريكس بروك / غارم (باليابانية: ロイ، بالروماجي: Roi)
أداء صوتي: تاتسوهيسا سوزوكي
مايلز / سنتور (باليابانية: マイルズ، بالروماجي: Mairuzu)
أداء صوتي: توموكازو سوغيتا

## وصلات خارجية
- إلى الوحوش المقدسة المهجورة على موقع بيساتسو شونن (باليابانية)
- موقع الأنمي الرسمي (باليابانية)
- إلى الوحوش المقدسة المهجورة على موقع ANN manga (الإنجليزية)